# Běloruská státní pedagogická univerzita Maksima Tanka
Běloruská státní pedagogická univerzita Maksima Tanka (bělorusky Беларускі дзяржаўны педагагічны ўніверсітэт імя Максіма Танка – Belaruski dzjaržaŭny pedahahičny ŭniversitet ima Maksima Tanka, rusky Белорусский государственный педагогический университет имени Максима Танка – Belorusskij gosudarstvennyj pedagogičeskij universitět imeni Maksima Tanka) je univerzita v Minsku, hlavním městě Běloruska.

## Dějiny
Původ univerzity sahá do roku 1914, kdy byla otevřena jako učitelský ústav, jehož cílem bylo vzdělávání pedagogických pracovníků v tehdejší Minské gubernii ruského impéria. Po roce 1920 byla začleněna do Běloruské státní univerzity, ale k roku 1931 z ní byla opět vyčleněna. V roce 1936 byla přejmenována k poctě Maxima Gorkého, k přejmenování k poctě Maksima Tanka došlo v roce 1995.

## Významní absolventi
- Vadzim Andrejevič Žučkevič (1915–1985), geograf a toponymista
- Uladzimer Ňakljajeŭ (*1946), básník a spisovatel
- Alherd Bacharevič (*1975), prozaik